# Microrégion de Brumado
 (février 2025).
Si vous disposez d'ouvrages ou d'articles de référence ou si vous connaissez des sites web de qualité traitant du thème abordé ici, merci de compléter l'article en donnant les références utiles à sa vérifiabilité et en les liant à la section « Notes et références ».
La microrégion de Brumado est l'une des huit microrégions qui subdivisent le centre-sud de l'État de Bahia au Brésil.
Elle comporte 14 municipalités qui regroupaient 268 565 habitants en 2006 pour une superficie totale de 15 414 km2.

## Municipalités[1]
- Aracatu
- Brumado
- Caraíbas
- Condeúba
- Cordeiros
- Guajeru
- Ituaçu
- Maetinga
- Malhada de Pedras
- Piripá
- Presidente Jânio Quadros
- Rio do Antônio
- Tanhaçu
- Tremedal